# Viola populifolia
Viola populifolia är en violväxtart som beskrevs av Edward Lee Greene. Viola populifolia ingår i släktet violer, och familjen violväxter. Inga underarter finns listade i Catalogue of Life.